# Ptychadena upembae
Ptychadena upembae es una especie  de anfibios de la familia Ptychadenidae.

## Distribución geográfica
Se encuentra en el este de Angola, sur de la República Democrática del Congo, Malaui, norte de Mozambique, Zambia y, posiblemente en Tanzania.